# Anasyrma

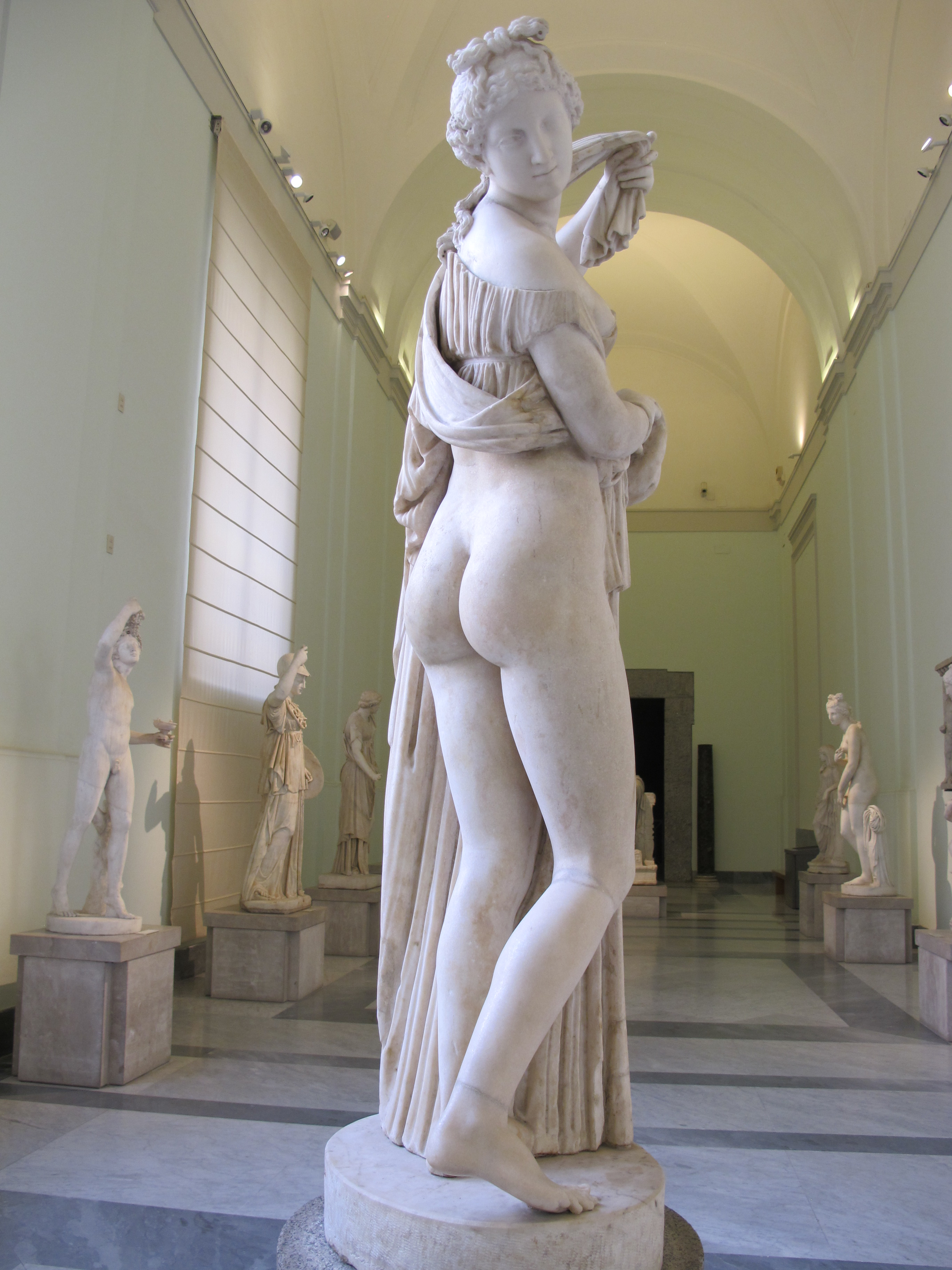
Afrodite Calipígia helenística no Museu Arqueológico Nacional de Nápoles

Anasyrma (em grego clássico: ἀνάσυρμα) composto por ἀνά ana "para cima, contra, para trás" e σύρμα syrma "um movimento de arrastar"; plural: anasyrmata (ἀνασύρματα), também chamado de anasyrmos (ἀνασυρμός), é o gesto de levantar o quíton, peplo ou saia e mostrar a genitália ou as nádegas desnudas. É um gesto hoje relacionado com o exibicionismo. Na Grécia Antiga o seu intuito principal não era causar excitação sexual, mas sim chocar o espectador. Em algumas danças religiosas e ritos de iniciação também aparecia o anasyrma, relacionado com Afrodite, Deméter, Ártemis e Hermafrodito.
O Anasyrma pode ser uma autoexposição deliberadamente provocativa dos órgãos genitais ou nádegas nus. Um famoso exemplo deste último caso são as representações da Afrodite Kallipygos ("Afrodite das belas nádegas"). Em outros contextos, esse gesto tem caráter apotropaico, ou seja, um meio de afastar um inimigo ou mal sobrenatural; podendo ser também uma forma de abençoar ou amaldiçoar pessoas, lugares ou coisas; ou mesmo ser um sinal de zombaria ou ofensa, análogo ao bundalelê.
O termo é empregado pela arqueologia e pela História da arte para se referir a representações que apresentem este tema.

## Antiguidade grega
Brincadeiras rituais e exposição íntima eram comuns nos cultos de Deméter e Dionísio, e figuram na celebração dos mistérios eleusinos associados a estas divindades. O mitógrafo Apolodoro diz que as brincadeiras de Iambe foram o motivo da prática dos gestos rituais na Tesmoforia, festa celebrada em homenagem a Deméter e Perséfone. Em outras versões do mito de Deméter, a deusa é recebida por uma mulher chamada Baubo, uma velha que a faz rir ao se expor, realizando um anasyrma. Um conjunto de estatuetas de Priene, uma cidade grega na costa oeste da Ásia Menor, são geralmente identificadas como estatuetas "Baubo", representando o corpo feminino como o rosto unido à parte inferior do abdômen.

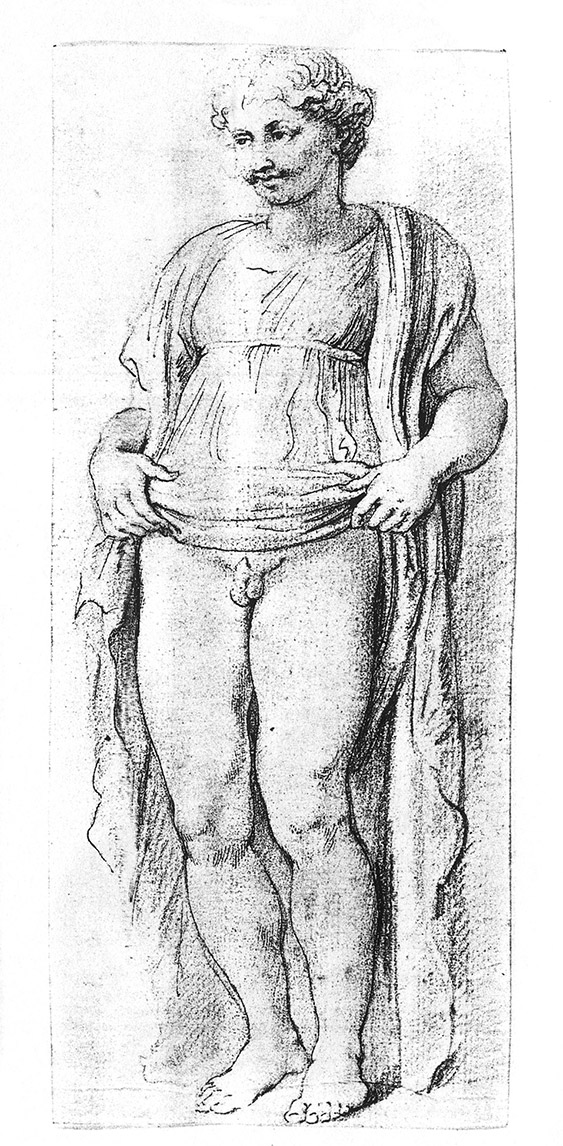
Esboço de Hermafrodito anasiromenos de Peter Paul Rubens.

Estatuetas hermafroditas de terracota na chamada pose anasyromenos, com seios e uma longa vestimenta levantada para revelar um falo, foram encontradas da Sicília a Lesbos, datando do final do período clássico e início do período helenístico. A pose de anasyromenos, entretanto, não foi inventada no século IV a.C, remetendo na realidade ao segundo milênio a.C; figuras deste tipo baseavam-se em uma tradição iconográfica oriental muito anterior, empregada para divindades femininas. A literatura antiga sugere que as figuras representam a divindade andrógina cipriota Afrodito (possivelmente uma forma de Astarte), cujo culto foi introduzido na Grécia continental entre os séculos V e IV a.C. Acreditava-se que o falo revelado tinha poderes mágicos apotropaicos, afastando o mau-olhado ou invidia e conferindo boa sorte.
Zeitlin(en) compara o efeito apotropaico do anasyrma grego ao uso de símbolos da Górgona, em que o referido ser, representado em escudos e casas para assustar e afugentar o inimigo e o mau, pode ser entendida... 
| “ | [...] como um meio de explorar a energia demoníaca feminina, expondo seus segredos àqueles que precisam enfrentar seu olhar frontal e sua face de morte. Essa energia imobiliza, paralisa o homem, como confirma o talento especial da Górgona mais famosa, Medusa. O anasyrma das mulheres, por sua vez, aterroriza o inimigo ao expor seus segredos àqueles que não deveriam vê-los. Mas, em um contexto diferente, como o de um rito de fertilidade feminino conduzido em segredo pelas mulheres, a exposição dos genitais ou a obscenidade verbal, eu sugeriria, não tem um valor apotropaico (de afastar o mal), mas, na verdade, o efeito oposto. O efeito é 'prostropaico', em certo sentido, até reflexivo, direcionado para fora e, em seguida, de volta à origem, à própria mulher. E o riso contribui para o mesmo efeito. | ” |
|   | — Froma Zeitlin, Arethusa. |   |

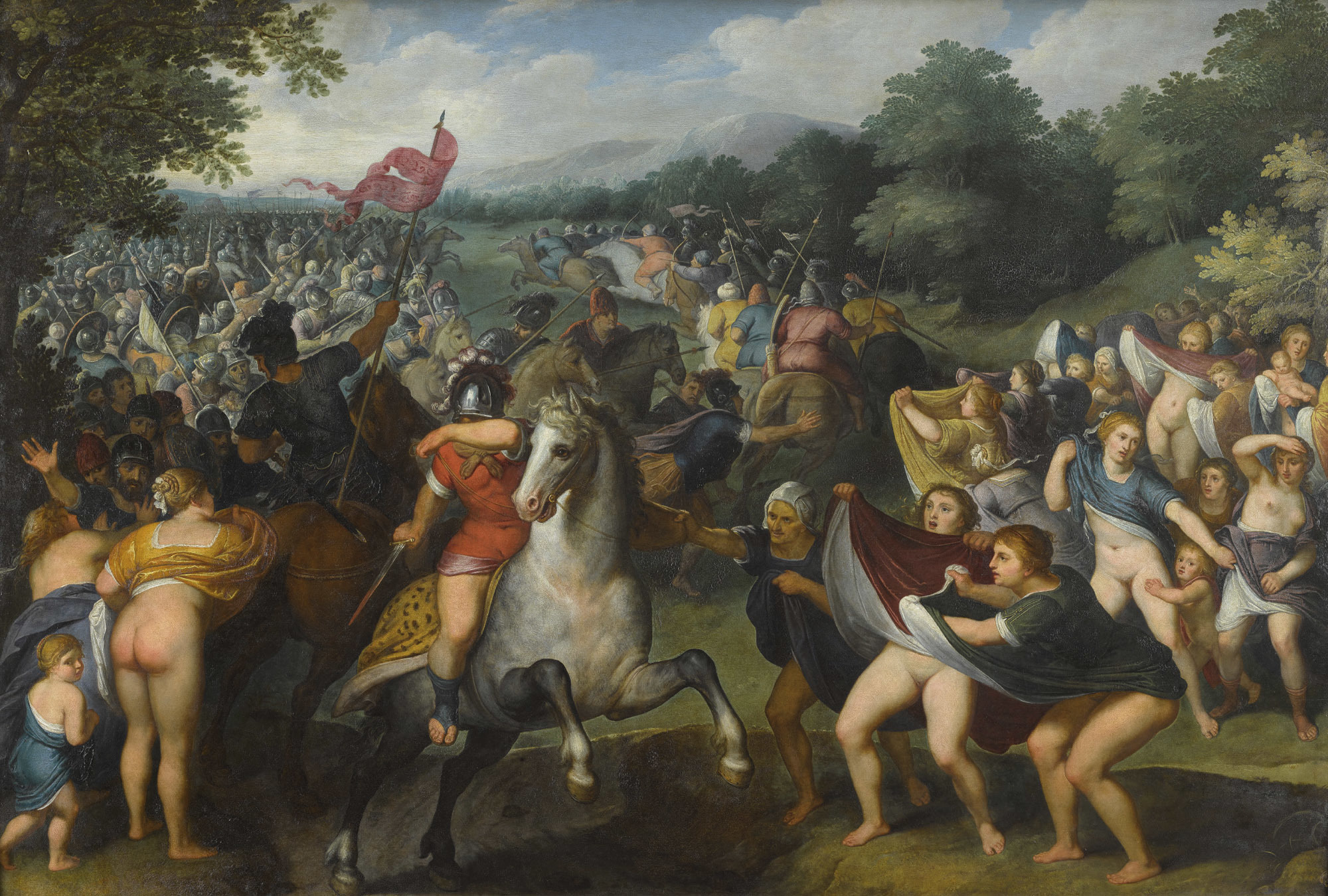
As Mulheres Persas, óleo sobre madeira de Otto van Veen (s. d.)

A comparação do anasyrma com o olhar "castrador" da Medusa também é feita pela historiadora da arte Yassana Croizat-Glazer, tratando um "terror masculino diante da sexualidade feminina" que se apresentada no texto “Sobre a Coragem das Mulheres”, de Plutarco.
Neste, o autor narra como mulheres persas salvaram sua cidade envergonhando seus homens, que, derrotados em uma revolta contra o rei Astíages e os medos, recuaram para casa sob encalço inimigo. Expondo suas vulvas, as mulheres persas os encontraram nos portões da cidade, disseram: "Para onde vocês estão correndo tão rápido, seus covardes? Certamente vocês não podem, em sua fuga, voltar sorrateiramente para o lugar de onde saíram." Envergonhados com a visão e as palavras, repreenderam a si mesmos pela covardia, se reorganizaram e, enfrentando novamente o inimigo, o derrotaram. As representações de mulheres levantando suas saias diante de soldados, remetendo principalmente a esta passagem, podem ser encontradas em vários manuscritos medievais, bem como em posteriores como no quadro "As Mulheres Persas" de Otto van Veen.

## Antiguidade egípcia
No Antigo Egito, mais que um rito apotropaico, o anasyrma consistia em um rito de fertilidade, em que fiéis ou as próprias divindades expunham sua genitália para abençoar com fertilidade ou receber a mesma bênção.
Valentina Beretta descreve diversas situações do tipo, como a primeira menção egípcia conhecida do termo, em que Hator ergue sua túnica diante de Rá para fazê-lo rir após ele ter sido ofendido pelo deus Baba. A descrição no templo de Esna de um ritual sagrado ligado à mesma deusa em que vigésimo nono dia de Athyr, duas mulheres expunham suas vulvas e seios diante de uma representação da deusa para abençoar o faraó e a terra.
Heródoto narra em Histórias (livro 2, 59-61) o festival de Bastete (identificada pelo autor como Ártemis) em Bubástis. Ele relata que, durante a viagem de barco pelo rio Nilo para chegar ao festival, algumas mulheres levantavam suas vestes para mostrar seus genitais diante de vilas e campos para abençoá-los com fertilidade.
Diodoro Sículo, em Biblioteca Histórica, escreve que mulheres se apresentavam diante do touro Ápis levantando suas túnicas para serem abençoadas pelos seus poderes de fertilidade.

## Efeito apotropaico da nudez
Muitas referências históricas sugerem efeitos dramáticos ou sobrenaturais – positivos ou negativos - do anasyrma. Plínio, o Velho, escreveu que uma mulher menstruada que descobre o corpo pode espantar tempestades de granizo, redemoinhos e relâmpagos. Se ela se despe e anda por um campo de trigo, lagartas, minhocas e besouros caem de suas cabeças. Mesmo quando não está menstruada, ela pode acalmar uma tempestade no mar tirando a roupa.

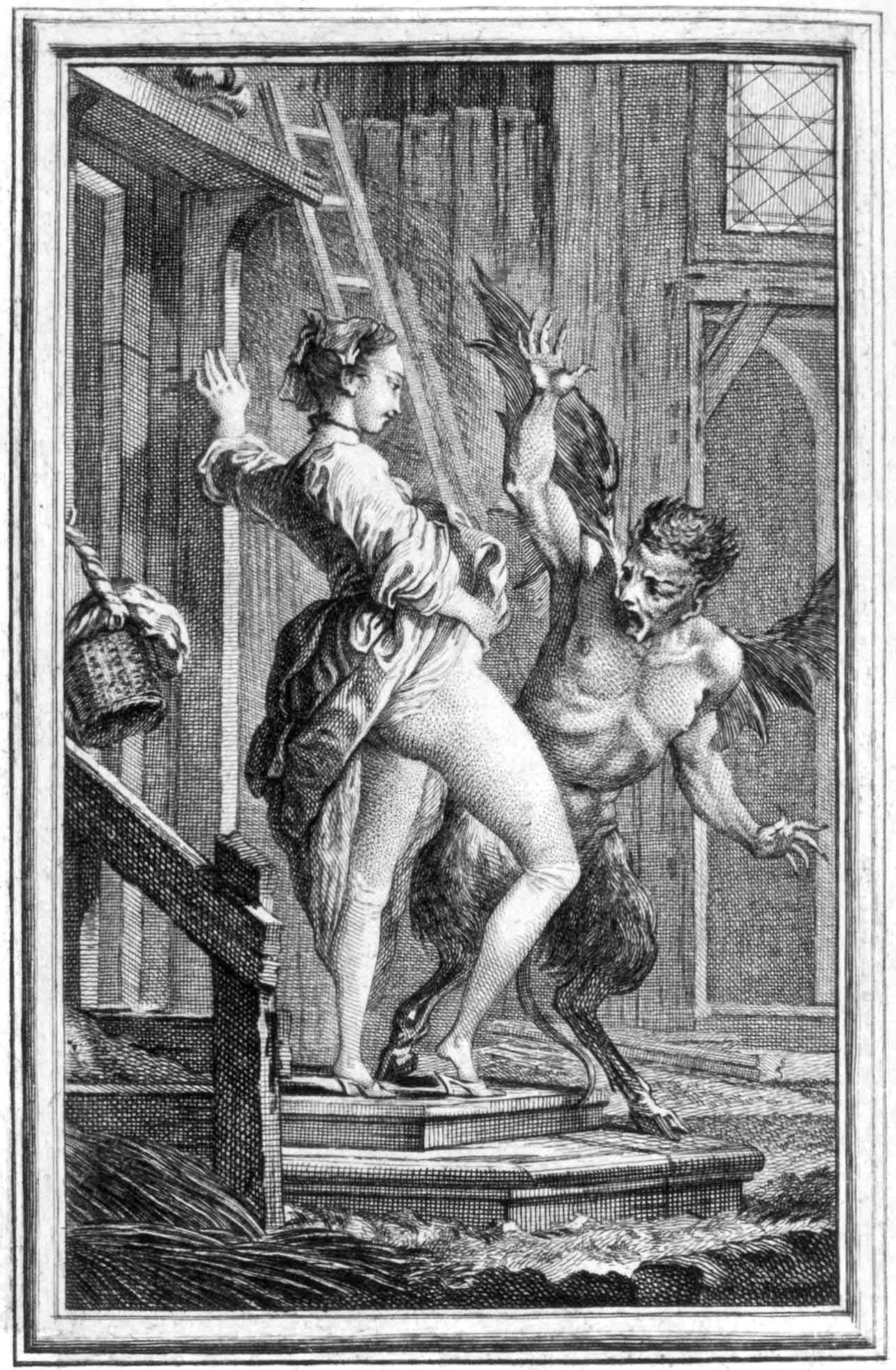
Anasyrma para assustar o demônio (ilustração de Charles Eisen para Le Diable de Papefiguière de Jean de La Fontaine).

Segundo o folclore, as mulheres levantavam as saias para afugentar os inimigos na Irlanda e na China. Segundo o folclore balcânico, quando chovia muito, as mulheres corriam para os campos e levantavam as saias para assustar os deuses e acabar com a chuva. Maimônides também menciona este ritual para afastar a chuva enquanto expressa sua desaprovação. Tirar as roupas era percebido como a criação de um estado "bruto" mais próximo da natureza do que da sociedade, facilitando a interação com entidades sobrenaturais. Em Nouveaux Contes (1674), de Jean de La Fontaine, um demônio sente repulsa ao ver uma mulher levantando a saia. Esculturas associadas, chamadas sheela na gigs, eram comuns em igrejas medievais no norte da Europa e nas Ilhas Britânicas.
Em algumas nações da África, uma mulher que se despe e se exibe ainda é considerada uma maldição e um meio de afastar o mal. Segundo Emily Maiden, o anasyrma é uma tática útil para mulheres da África Ocidental na luta por mudanças socioeconômicas. Exemplifica com a ação realizada no Delta do Níger, em que mulheres o usaram como ameaça para interromper o trabalho nas instalações petrolíferas, em protesto contra a degradação de suas comunidades. Interromperam assim a produção de petróleo por uma semana mantendo os trabalhadores presos dentro das instalações e a polícia afastada.
Em Gana, a ativista pela paz Leymah Gbowee junto a outras 200 ativistas pressionavam pela assinatura de um acordo de paz, que daria fim à Segunda Guerra Civil da Libéria, recusando-se a deixar qualquer homem (entre membros da CEDEAO, ONU, União Africana e Senhores da guerra da Libéria) sair da mesa de negociações até que este ocorresse. Ao receber voz de prisão por obstrução de justiça, ameaçou utilizar de um anasyrma como técnica de maldição para impedir sua prisão e manter a pressão pela assinatura do acordo.

## links externos
- Media relacionados com Anasyrma no Wikimedia Commons
- A definição de dicionário de Anasyrma no Wikcionário
- Of Skirts and Figs and Sheela-na-gigs (Naples: Life, Death & Miracles)
- Anasyromene figurines   (British Museum Collections)
- Anasyromene figurines  Arquivado em 2020-06-21 no Wayback Machine  Arquivado em 2020-06-22 no Wayback Machine (Museum of Fine Arts, Boston)
- Warding Off Danger: Protective Power of the Vulva
- Gymnastique Pourquoi les vulves font-elles peur? - Arte